# Паисий Хилендарский
Паи́сий Хилендарский (болг. Паисий Хилендарски, греч. Παΐσιος του Χιλανδαρίου в миру Пенко или Пётр; ок. 1722, Банско — 1773, Амбелино) — болгарский иеромонах Константинопольской православной церкви, автор книги «Славяно-болгарская история о народах и царях болгарских». Рассматривается как основоположник Болгарского национального возрождения XIX века, призывал к освобождению болгар от турецкого ига.

## Биография
Биографические сведения о жизни Паисия Хилендарского исчерпываются выдержками из его главного труда «Славяно-болгарская история» (Исторїѧ славѣноболгарскаѧ). 
Предполагают, что Паисий родился около 1722 года в районе города Банско, откуда происходил его отец. Не получив никакого образования, в 1745 году удалился в Афонский монастырь Хиландар (в то время преимущественно болгарский по составу насельников), где был рукоположён в иеромонаха.
Собирая материалы для своей книги, побывал даже в Германии. Написание болгарской истории завершил в 1762 году в Зографском монастыре.
Скончался в 1773 году в районе сегодняшнего Асеновграда.

## Творчество
Паисий Хилендарский своей фигурой олицетворяет переход Болгарии от Средневековья к эпохе национально-культурного возрождения, движению в пользу освобождения Болгарии от турецкой зависимости. Беря во внимание время создания «Славяно-болгарской истории», поступок Паисия — настоящий подвиг. Движимый чувствами патриотизма и тревоги за будущее собственного народа, он стремится внушить болгарам чувства национального достоинства и гордости за свою страну, приводит в пример деятельность святых братьев-просветителей Кирилла и Мефодия. Оценивая деятельность первых славянских апостолов, Паисий продолжает средневековую традицию необычайного поклонения перед Солунскими братьями, которые являлись вестниками образования богатой староболгарской культуры.
Самая известная фраза книги

«Отчего ты стыдишься нарекаться болгарином и не читаешь и на своём языке?»
Оригинальный текст (болг.)поради̑ что се срами̇шъ да се наречешъ болгари̇нъ и не чети̇шъ по свои ѧзикъ

так или иначе обозначает цели автора, говорящего об опасности «эллинизации» Болгарии. Книга состоит из нескольких разделов: двух введений, нескольких частей, посвящённых важнейшим историческим событиям, раздел о деятельности Кирилла и Мефодия, называемых учителями славян, глава, повествующая об основных болгарских святых, а также эпилога.
Первая рукописная копия книги Паисия была сделана в 1765 Софронием Врачанским и впоследствии неоднократно переписывалась и перепечатывалась в Болгарии. Черновик «Славяно-болгарской истории» после долгих лет споров был возвращён в Грецию президентом Болгарии Петром Стояновым.

## Признание
Канонизирован Болгарской православной церковью в 1962 году.
В честь Паисия названы Пловдивский университет и математическая гимназия в Софии. Постановлением правительства Болгарии от 28 июля 2000 была учреждена награда Св. Паисия Хилендарского, присуждаемая ежегодно деятелям культуры, внесшим значимый вклад в развитие Болгарии. Также Паисий Хилендарский изображен на государственной банкноте достоинством в два болгарских лева. В 2015 году выпущена биметаллическая монета достоинством в два болгарских лева.